# Waldo von Chur
Waldo (in Urkunden Walto; † wahrscheinlich 17. Mai 949) war Bischof von Chur und Abt von Pfäfers und Disentis.
Er war ein Neffe mütterlicherseits der Bischöfe Waldo von Freising und Salomo III. von Konstanz. Wahrscheinlich 909 übereignete dieser das Kloster Pfäfers an die Abtei St. Gallen mit der Bedingung der lebenslangen Nutzung für ihn und Waldo. 915 wurde Waldo erstmals als Abt des Klosters Disentis genannt.
920 wurde Waldo als Bischof von Chur und Abt von Pfäfers genannt in einem Rechtsstreit dieses Klosters mit St. Gallen. 926 war er auf der Reichsversammlung in Worms unter König Heinrich I. anwesend. Waldo hatte ein gutes Verhältnis zu Herzog Burchard von Schwaben und den Königen Heinrich I. und Otto I. 940 wurde er letztmals in einer Schenkungsurkunde Ottos I. für das Hochstift Chur genannt.
Am 17. Mai 949 soll er gestorben sein.